# Campeonato Brasileño de Fútbol Serie B 2018
El Campeonato Brasileño de Serie B 2018, oficialmente Brasileirão Serie B Chevrolet 2018 por motivos de patrocinio, es una competición de fútbol que se desarrolla en Brasil en el marco de la segunda división. La misma comenzó el 14 de abril de 2018 y finalizará el 24 de noviembre del mismo año.

## Sistema de juego
Por diecisiete años consecutivos, la Serie B es disputada por 20 clubes en partidos de ida y vuelta por puntos. En cada ronda, los equipos juegan entre sí una vez. Los encuentros de la segunda ronda se llevan a cabo en el mismo orden que en la primera, con la localía invertida. Es declarado campeón aquel equipo que obtiene más puntos después de 38 jornadas. Al final, los cuatro mejores equipos ascienden a la Serie A 2019, al igual que los últimos cuatro descienden a la Serie C 2019 y el campeón entrará directamente a los octavos de final de la Copa de Brasil 2019.

### Criterios de desempate
En caso de que haya dos o más equipos empatados en puntos, los criterios de desempate son:
1. Mayor número de partidos ganados.
2. Mejor diferencia de gol.
3. Mayor número de goles a favor.
4. Resultado del partido jugado entre los equipos.
5. Menor número de tarjetas rojas recibidas.
6. Menor número de tarjetas amarillas recibidas.
7. Sorteo.

## Equipos participantes

### Ascensos y descensos
| Pos. | Descendidos de la Serie A 2017 |
| ---- | ------------------------------ |
| 17.º | Coritiba                       |
| 18.º | Avaí                           |
| 19.º | Ponte Preta                    |
| 20.º | Atlético Goianiense            |

| Pos. | Ascendidos de la Serie C 2017 |
| ---- | ----------------------------- |
| 1.º  | CSA                           |
| 2.º  | Fortaleza                     |
| 3.º  | São Bento                     |
| 4.º  | Sampaio Corrêa                |

### Datos de los equipos
| Equipo              | Ciudad        | Estado             | Estadio                         | Capacidad | Posición 2017  |
| ------------------- | ------------- | ------------------ | ------------------------------- | --------- | -------------- |
| Atlético Goianiense | Goiânia       | Goiás              | Estadio Olímpico Pedro Ludovico | 13,500    | 20.º (Série A) |
| Avaí                | Florianópolis | Santa Catarina     | Estadio da Ressacada            | 17,800    | 18.º (Série A) |
| Boa Esporte         | Varginha      | Minas Gerais       | Estadio Melão                   | 15,471    | 10.º           |
| Brasil de Pelotas   | Pelotas       | Río Grande del Sur | Estadio Bento Freitas           | 18,000    | 8.º            |
| Coritiba            | Curitiba      | Paraná             | Estadio Couto Pereira           | 40,502    | 17.º (Série A) |
| CRB                 | Maceió        | Alagoas            | Estadio Rei Pelé                | 17,126    | 15.º           |
| Criciúma            | Criciúma      | Santa Catarina     | Estadio Heriberto Hülse         | 19,300    | 13.º           |
| CSA                 | Maceió        | Alagoas            | Estadio Rei Pelé                | 17,126    | 1.º (Série C)  |
| Figueirense         | Florianópolis | Santa Catarina     | Estadio Orlando Scarpelli       | 19,584    | 12.º           |
| Fortaleza           | Fortaleza     | Ceará              | Castelão (Ceará)                | 63,903    | 2.º (Série C)  |
| Goiás               | Goiânia       | Goiás              | Estadio Serra Dourada           | 50,049    | 14.º           |
| Guarani             | Campinas      | São Paulo          | Estadio Brinco de Ouro          | 29,130    | 16.º           |
| Juventude           | Caxias do Sul | Río Grande del Sur | Estadio Alfredo Jaconi          | 30,519    | 9.º            |
| Londrina            | Londrina      | Paraná             | Estadio do Café                 | 36,056    | 5.º            |
| Oeste               | Barueri       | São Paulo          | Arena Barueri                   | 31,452    | 6.º            |
| Paysandu            | Belém         | Pará               | Estadio da Curuzú               | 16,200    | 11.º           |
| Ponte Preta         | Campinas      | São Paulo          | Estadio Moisés Lucarelli        | 19,728    | 19.º (Série A) |
| Sampaio Corrêa      | São Luís      | Maranhão           | Castelão (Maranhão)             | 40,000    | 4.º (Série C)  |
| São Bento           | Sorocaba      | São Paulo          | Estadio Walter Ribeiro          | 13,722    | 3.º (Série C)  |
| Vila Nova           | Goiânia       | Goiás              | Estadio Serra Dourada           | 50,049    | 7.º            |

### Distribución geográfica
| Estado             | N.º | Equipos                                 |
| ------------------ | --- | --------------------------------------- |
| São Paulo          | 4   | Guarani, Oeste, Ponte Preta y São Bento |
| Goiás              | 3   | Atlético Goianiense, Goiás y Vila Nova  |
| Santa Catarina     | 3   | Avaí, Criciúma y Figueirense            |
| Alagoas            | 2   | CRB y CSA                               |
| Paraná             | 2   | Coritiba y Londrina                     |
| Río Grande del Sur | 2   | Brasil de Pelotas y Juventude           |
| Ceará              | 1   | Fortaleza                               |
| Maranhão           | 1   | Sampaio Corrêa                          |
| Minas Gerais       | 1   | Boa Esporte                             |
| Pará               | 1   | Paysandu                                |
| Total              | 20  |                                         |

## Estadios
| Atlético-GO | Avaí | Boa Esporte | Brasil de Pelotas | Coritiba | CRB                                                      |
| --- | --- | --- | --- | --- | -------------------------------------------------------- |
| Olímpico Pedro Ludovico | Estadio da Ressacada | Estadio Melão | Bento Freitas | Couto Pereira | Estadio Rei Pelé                                         |
| Capacidad: 13 500 | Capacidad: 17 826 | Capacidad: 15 471 | Capacidad: 10 400 | Capacidad: 40 502 | Capacidad: 17 126                                        |
| | | | | |                                                          |
| Criciúma | \| Atlético-GO Avaí Boa Esporte Brasil de Pelotas Coritiba CRB CSA Criciúma Figueirense Fortaleza Goiás Guarani Juventude Londrina Oeste Paysandu Ponte Preta Sampaio Corrêa São Bento-SP Vila Nova Localización de equipos participantes de la Serie B 2018. \| | \| Atlético-GO Avaí Boa Esporte Brasil de Pelotas Coritiba CRB CSA Criciúma Figueirense Fortaleza Goiás Guarani Juventude Londrina Oeste Paysandu Ponte Preta Sampaio Corrêa São Bento-SP Vila Nova Localización de equipos participantes de la Serie B 2018. \| | \| Atlético-GO Avaí Boa Esporte Brasil de Pelotas Coritiba CRB CSA Criciúma Figueirense Fortaleza Goiás Guarani Juventude Londrina Oeste Paysandu Ponte Preta Sampaio Corrêa São Bento-SP Vila Nova Localización de equipos participantes de la Serie B 2018. \| | \| Atlético-GO Avaí Boa Esporte Brasil de Pelotas Coritiba CRB CSA Criciúma Figueirense Fortaleza Goiás Guarani Juventude Londrina Oeste Paysandu Ponte Preta Sampaio Corrêa São Bento-SP Vila Nova Localización de equipos participantes de la Serie B 2018. \| | CSA                                                      |
| Heriberto Hülse | \| Atlético-GO Avaí Boa Esporte Brasil de Pelotas Coritiba CRB CSA Criciúma Figueirense Fortaleza Goiás Guarani Juventude Londrina Oeste Paysandu Ponte Preta Sampaio Corrêa São Bento-SP Vila Nova Localización de equipos participantes de la Serie B 2018. \| | \| Atlético-GO Avaí Boa Esporte Brasil de Pelotas Coritiba CRB CSA Criciúma Figueirense Fortaleza Goiás Guarani Juventude Londrina Oeste Paysandu Ponte Preta Sampaio Corrêa São Bento-SP Vila Nova Localización de equipos participantes de la Serie B 2018. \| | \| Atlético-GO Avaí Boa Esporte Brasil de Pelotas Coritiba CRB CSA Criciúma Figueirense Fortaleza Goiás Guarani Juventude Londrina Oeste Paysandu Ponte Preta Sampaio Corrêa São Bento-SP Vila Nova Localización de equipos participantes de la Serie B 2018. \| | \| Atlético-GO Avaí Boa Esporte Brasil de Pelotas Coritiba CRB CSA Criciúma Figueirense Fortaleza Goiás Guarani Juventude Londrina Oeste Paysandu Ponte Preta Sampaio Corrêa São Bento-SP Vila Nova Localización de equipos participantes de la Serie B 2018. \| | Estadio Rei Pelé                                         |
| Capacidad: 19 900 | \| Atlético-GO Avaí Boa Esporte Brasil de Pelotas Coritiba CRB CSA Criciúma Figueirense Fortaleza Goiás Guarani Juventude Londrina Oeste Paysandu Ponte Preta Sampaio Corrêa São Bento-SP Vila Nova Localización de equipos participantes de la Serie B 2018. \| | \| Atlético-GO Avaí Boa Esporte Brasil de Pelotas Coritiba CRB CSA Criciúma Figueirense Fortaleza Goiás Guarani Juventude Londrina Oeste Paysandu Ponte Preta Sampaio Corrêa São Bento-SP Vila Nova Localización de equipos participantes de la Serie B 2018. \| | \| Atlético-GO Avaí Boa Esporte Brasil de Pelotas Coritiba CRB CSA Criciúma Figueirense Fortaleza Goiás Guarani Juventude Londrina Oeste Paysandu Ponte Preta Sampaio Corrêa São Bento-SP Vila Nova Localización de equipos participantes de la Serie B 2018. \| | \| Atlético-GO Avaí Boa Esporte Brasil de Pelotas Coritiba CRB CSA Criciúma Figueirense Fortaleza Goiás Guarani Juventude Londrina Oeste Paysandu Ponte Preta Sampaio Corrêa São Bento-SP Vila Nova Localización de equipos participantes de la Serie B 2018. \| | Capacidad: 17 126                                        |
| | \| Atlético-GO Avaí Boa Esporte Brasil de Pelotas Coritiba CRB CSA Criciúma Figueirense Fortaleza Goiás Guarani Juventude Londrina Oeste Paysandu Ponte Preta Sampaio Corrêa São Bento-SP Vila Nova Localización de equipos participantes de la Serie B 2018. \| | \| Atlético-GO Avaí Boa Esporte Brasil de Pelotas Coritiba CRB CSA Criciúma Figueirense Fortaleza Goiás Guarani Juventude Londrina Oeste Paysandu Ponte Preta Sampaio Corrêa São Bento-SP Vila Nova Localización de equipos participantes de la Serie B 2018. \| | \| Atlético-GO Avaí Boa Esporte Brasil de Pelotas Coritiba CRB CSA Criciúma Figueirense Fortaleza Goiás Guarani Juventude Londrina Oeste Paysandu Ponte Preta Sampaio Corrêa São Bento-SP Vila Nova Localización de equipos participantes de la Serie B 2018. \| | \| Atlético-GO Avaí Boa Esporte Brasil de Pelotas Coritiba CRB CSA Criciúma Figueirense Fortaleza Goiás Guarani Juventude Londrina Oeste Paysandu Ponte Preta Sampaio Corrêa São Bento-SP Vila Nova Localización de equipos participantes de la Serie B 2018. \| |                                                          |
| Figueirense | \| Atlético-GO Avaí Boa Esporte Brasil de Pelotas Coritiba CRB CSA Criciúma Figueirense Fortaleza Goiás Guarani Juventude Londrina Oeste Paysandu Ponte Preta Sampaio Corrêa São Bento-SP Vila Nova Localización de equipos participantes de la Serie B 2018. \| | \| Atlético-GO Avaí Boa Esporte Brasil de Pelotas Coritiba CRB CSA Criciúma Figueirense Fortaleza Goiás Guarani Juventude Londrina Oeste Paysandu Ponte Preta Sampaio Corrêa São Bento-SP Vila Nova Localización de equipos participantes de la Serie B 2018. \| | \| Atlético-GO Avaí Boa Esporte Brasil de Pelotas Coritiba CRB CSA Criciúma Figueirense Fortaleza Goiás Guarani Juventude Londrina Oeste Paysandu Ponte Preta Sampaio Corrêa São Bento-SP Vila Nova Localización de equipos participantes de la Serie B 2018. \| | \| Atlético-GO Avaí Boa Esporte Brasil de Pelotas Coritiba CRB CSA Criciúma Figueirense Fortaleza Goiás Guarani Juventude Londrina Oeste Paysandu Ponte Preta Sampaio Corrêa São Bento-SP Vila Nova Localización de equipos participantes de la Serie B 2018. \| | Fortaleza                                                |
| Orlando Scarpelli | \| Atlético-GO Avaí Boa Esporte Brasil de Pelotas Coritiba CRB CSA Criciúma Figueirense Fortaleza Goiás Guarani Juventude Londrina Oeste Paysandu Ponte Preta Sampaio Corrêa São Bento-SP Vila Nova Localización de equipos participantes de la Serie B 2018. \| | \| Atlético-GO Avaí Boa Esporte Brasil de Pelotas Coritiba CRB CSA Criciúma Figueirense Fortaleza Goiás Guarani Juventude Londrina Oeste Paysandu Ponte Preta Sampaio Corrêa São Bento-SP Vila Nova Localización de equipos participantes de la Serie B 2018. \| | \| Atlético-GO Avaí Boa Esporte Brasil de Pelotas Coritiba CRB CSA Criciúma Figueirense Fortaleza Goiás Guarani Juventude Londrina Oeste Paysandu Ponte Preta Sampaio Corrêa São Bento-SP Vila Nova Localización de equipos participantes de la Serie B 2018. \| | \| Atlético-GO Avaí Boa Esporte Brasil de Pelotas Coritiba CRB CSA Criciúma Figueirense Fortaleza Goiás Guarani Juventude Londrina Oeste Paysandu Ponte Preta Sampaio Corrêa São Bento-SP Vila Nova Localización de equipos participantes de la Serie B 2018. \| | Arena Castelão                                           |
| Capacidad: 19 584 | \| Atlético-GO Avaí Boa Esporte Brasil de Pelotas Coritiba CRB CSA Criciúma Figueirense Fortaleza Goiás Guarani Juventude Londrina Oeste Paysandu Ponte Preta Sampaio Corrêa São Bento-SP Vila Nova Localización de equipos participantes de la Serie B 2018. \| | \| Atlético-GO Avaí Boa Esporte Brasil de Pelotas Coritiba CRB CSA Criciúma Figueirense Fortaleza Goiás Guarani Juventude Londrina Oeste Paysandu Ponte Preta Sampaio Corrêa São Bento-SP Vila Nova Localización de equipos participantes de la Serie B 2018. \| | \| Atlético-GO Avaí Boa Esporte Brasil de Pelotas Coritiba CRB CSA Criciúma Figueirense Fortaleza Goiás Guarani Juventude Londrina Oeste Paysandu Ponte Preta Sampaio Corrêa São Bento-SP Vila Nova Localización de equipos participantes de la Serie B 2018. \| | \| Atlético-GO Avaí Boa Esporte Brasil de Pelotas Coritiba CRB CSA Criciúma Figueirense Fortaleza Goiás Guarani Juventude Londrina Oeste Paysandu Ponte Preta Sampaio Corrêa São Bento-SP Vila Nova Localización de equipos participantes de la Serie B 2018. \| | Capacidad: 63 819                                        |
| | \| Atlético-GO Avaí Boa Esporte Brasil de Pelotas Coritiba CRB CSA Criciúma Figueirense Fortaleza Goiás Guarani Juventude Londrina Oeste Paysandu Ponte Preta Sampaio Corrêa São Bento-SP Vila Nova Localización de equipos participantes de la Serie B 2018. \| | \| Atlético-GO Avaí Boa Esporte Brasil de Pelotas Coritiba CRB CSA Criciúma Figueirense Fortaleza Goiás Guarani Juventude Londrina Oeste Paysandu Ponte Preta Sampaio Corrêa São Bento-SP Vila Nova Localización de equipos participantes de la Serie B 2018. \| | \| Atlético-GO Avaí Boa Esporte Brasil de Pelotas Coritiba CRB CSA Criciúma Figueirense Fortaleza Goiás Guarani Juventude Londrina Oeste Paysandu Ponte Preta Sampaio Corrêa São Bento-SP Vila Nova Localización de equipos participantes de la Serie B 2018. \| | \| Atlético-GO Avaí Boa Esporte Brasil de Pelotas Coritiba CRB CSA Criciúma Figueirense Fortaleza Goiás Guarani Juventude Londrina Oeste Paysandu Ponte Preta Sampaio Corrêa São Bento-SP Vila Nova Localización de equipos participantes de la Serie B 2018. \| |                                                          |
| Goiás | \| Atlético-GO Avaí Boa Esporte Brasil de Pelotas Coritiba CRB CSA Criciúma Figueirense Fortaleza Goiás Guarani Juventude Londrina Oeste Paysandu Ponte Preta Sampaio Corrêa São Bento-SP Vila Nova Localización de equipos participantes de la Serie B 2018. \| | \| Atlético-GO Avaí Boa Esporte Brasil de Pelotas Coritiba CRB CSA Criciúma Figueirense Fortaleza Goiás Guarani Juventude Londrina Oeste Paysandu Ponte Preta Sampaio Corrêa São Bento-SP Vila Nova Localización de equipos participantes de la Serie B 2018. \| | \| Atlético-GO Avaí Boa Esporte Brasil de Pelotas Coritiba CRB CSA Criciúma Figueirense Fortaleza Goiás Guarani Juventude Londrina Oeste Paysandu Ponte Preta Sampaio Corrêa São Bento-SP Vila Nova Localización de equipos participantes de la Serie B 2018. \| | \| Atlético-GO Avaí Boa Esporte Brasil de Pelotas Coritiba CRB CSA Criciúma Figueirense Fortaleza Goiás Guarani Juventude Londrina Oeste Paysandu Ponte Preta Sampaio Corrêa São Bento-SP Vila Nova Localización de equipos participantes de la Serie B 2018. \| | Guarani                                                  |
| Serra Dourada | \| Atlético-GO Avaí Boa Esporte Brasil de Pelotas Coritiba CRB CSA Criciúma Figueirense Fortaleza Goiás Guarani Juventude Londrina Oeste Paysandu Ponte Preta Sampaio Corrêa São Bento-SP Vila Nova Localización de equipos participantes de la Serie B 2018. \| | \| Atlético-GO Avaí Boa Esporte Brasil de Pelotas Coritiba CRB CSA Criciúma Figueirense Fortaleza Goiás Guarani Juventude Londrina Oeste Paysandu Ponte Preta Sampaio Corrêa São Bento-SP Vila Nova Localización de equipos participantes de la Serie B 2018. \| | \| Atlético-GO Avaí Boa Esporte Brasil de Pelotas Coritiba CRB CSA Criciúma Figueirense Fortaleza Goiás Guarani Juventude Londrina Oeste Paysandu Ponte Preta Sampaio Corrêa São Bento-SP Vila Nova Localización de equipos participantes de la Serie B 2018. \| | \| Atlético-GO Avaí Boa Esporte Brasil de Pelotas Coritiba CRB CSA Criciúma Figueirense Fortaleza Goiás Guarani Juventude Londrina Oeste Paysandu Ponte Preta Sampaio Corrêa São Bento-SP Vila Nova Localización de equipos participantes de la Serie B 2018. \| | Brinco de Ouro                                           |
| Capacidad: 42 000 | \| Atlético-GO Avaí Boa Esporte Brasil de Pelotas Coritiba CRB CSA Criciúma Figueirense Fortaleza Goiás Guarani Juventude Londrina Oeste Paysandu Ponte Preta Sampaio Corrêa São Bento-SP Vila Nova Localización de equipos participantes de la Serie B 2018. \| | \| Atlético-GO Avaí Boa Esporte Brasil de Pelotas Coritiba CRB CSA Criciúma Figueirense Fortaleza Goiás Guarani Juventude Londrina Oeste Paysandu Ponte Preta Sampaio Corrêa São Bento-SP Vila Nova Localización de equipos participantes de la Serie B 2018. \| | \| Atlético-GO Avaí Boa Esporte Brasil de Pelotas Coritiba CRB CSA Criciúma Figueirense Fortaleza Goiás Guarani Juventude Londrina Oeste Paysandu Ponte Preta Sampaio Corrêa São Bento-SP Vila Nova Localización de equipos participantes de la Serie B 2018. \| | \| Atlético-GO Avaí Boa Esporte Brasil de Pelotas Coritiba CRB CSA Criciúma Figueirense Fortaleza Goiás Guarani Juventude Londrina Oeste Paysandu Ponte Preta Sampaio Corrêa São Bento-SP Vila Nova Localización de equipos participantes de la Serie B 2018. \| | Capacidad: 29 130                                        |
| | \| Atlético-GO Avaí Boa Esporte Brasil de Pelotas Coritiba CRB CSA Criciúma Figueirense Fortaleza Goiás Guarani Juventude Londrina Oeste Paysandu Ponte Preta Sampaio Corrêa São Bento-SP Vila Nova Localización de equipos participantes de la Serie B 2018. \| | \| Atlético-GO Avaí Boa Esporte Brasil de Pelotas Coritiba CRB CSA Criciúma Figueirense Fortaleza Goiás Guarani Juventude Londrina Oeste Paysandu Ponte Preta Sampaio Corrêa São Bento-SP Vila Nova Localización de equipos participantes de la Serie B 2018. \| | \| Atlético-GO Avaí Boa Esporte Brasil de Pelotas Coritiba CRB CSA Criciúma Figueirense Fortaleza Goiás Guarani Juventude Londrina Oeste Paysandu Ponte Preta Sampaio Corrêa São Bento-SP Vila Nova Localización de equipos participantes de la Serie B 2018. \| | \| Atlético-GO Avaí Boa Esporte Brasil de Pelotas Coritiba CRB CSA Criciúma Figueirense Fortaleza Goiás Guarani Juventude Londrina Oeste Paysandu Ponte Preta Sampaio Corrêa São Bento-SP Vila Nova Localización de equipos participantes de la Serie B 2018. \| | Archivo:Estádio Brinco de Ouro da Princesa (Guarani).jpg |
| Juventude | \| Atlético-GO Avaí Boa Esporte Brasil de Pelotas Coritiba CRB CSA Criciúma Figueirense Fortaleza Goiás Guarani Juventude Londrina Oeste Paysandu Ponte Preta Sampaio Corrêa São Bento-SP Vila Nova Localización de equipos participantes de la Serie B 2018. \| | \| Atlético-GO Avaí Boa Esporte Brasil de Pelotas Coritiba CRB CSA Criciúma Figueirense Fortaleza Goiás Guarani Juventude Londrina Oeste Paysandu Ponte Preta Sampaio Corrêa São Bento-SP Vila Nova Localización de equipos participantes de la Serie B 2018. \| | \| Atlético-GO Avaí Boa Esporte Brasil de Pelotas Coritiba CRB CSA Criciúma Figueirense Fortaleza Goiás Guarani Juventude Londrina Oeste Paysandu Ponte Preta Sampaio Corrêa São Bento-SP Vila Nova Localización de equipos participantes de la Serie B 2018. \| | \| Atlético-GO Avaí Boa Esporte Brasil de Pelotas Coritiba CRB CSA Criciúma Figueirense Fortaleza Goiás Guarani Juventude Londrina Oeste Paysandu Ponte Preta Sampaio Corrêa São Bento-SP Vila Nova Localización de equipos participantes de la Serie B 2018. \| | Londrina                                                 |
| Alfredo Jaconi | \| Atlético-GO Avaí Boa Esporte Brasil de Pelotas Coritiba CRB CSA Criciúma Figueirense Fortaleza Goiás Guarani Juventude Londrina Oeste Paysandu Ponte Preta Sampaio Corrêa São Bento-SP Vila Nova Localización de equipos participantes de la Serie B 2018. \| | \| Atlético-GO Avaí Boa Esporte Brasil de Pelotas Coritiba CRB CSA Criciúma Figueirense Fortaleza Goiás Guarani Juventude Londrina Oeste Paysandu Ponte Preta Sampaio Corrêa São Bento-SP Vila Nova Localización de equipos participantes de la Serie B 2018. \| | \| Atlético-GO Avaí Boa Esporte Brasil de Pelotas Coritiba CRB CSA Criciúma Figueirense Fortaleza Goiás Guarani Juventude Londrina Oeste Paysandu Ponte Preta Sampaio Corrêa São Bento-SP Vila Nova Localización de equipos participantes de la Serie B 2018. \| | \| Atlético-GO Avaí Boa Esporte Brasil de Pelotas Coritiba CRB CSA Criciúma Figueirense Fortaleza Goiás Guarani Juventude Londrina Oeste Paysandu Ponte Preta Sampaio Corrêa São Bento-SP Vila Nova Localización de equipos participantes de la Serie B 2018. \| | Estadio do Café                                          |
| Capacidad: 19 924 | \| Atlético-GO Avaí Boa Esporte Brasil de Pelotas Coritiba CRB CSA Criciúma Figueirense Fortaleza Goiás Guarani Juventude Londrina Oeste Paysandu Ponte Preta Sampaio Corrêa São Bento-SP Vila Nova Localización de equipos participantes de la Serie B 2018. \| | \| Atlético-GO Avaí Boa Esporte Brasil de Pelotas Coritiba CRB CSA Criciúma Figueirense Fortaleza Goiás Guarani Juventude Londrina Oeste Paysandu Ponte Preta Sampaio Corrêa São Bento-SP Vila Nova Localización de equipos participantes de la Serie B 2018. \| | \| Atlético-GO Avaí Boa Esporte Brasil de Pelotas Coritiba CRB CSA Criciúma Figueirense Fortaleza Goiás Guarani Juventude Londrina Oeste Paysandu Ponte Preta Sampaio Corrêa São Bento-SP Vila Nova Localización de equipos participantes de la Serie B 2018. \| | \| Atlético-GO Avaí Boa Esporte Brasil de Pelotas Coritiba CRB CSA Criciúma Figueirense Fortaleza Goiás Guarani Juventude Londrina Oeste Paysandu Ponte Preta Sampaio Corrêa São Bento-SP Vila Nova Localización de equipos participantes de la Serie B 2018. \| | Capacidad: 31 000                                        |
| | \| Atlético-GO Avaí Boa Esporte Brasil de Pelotas Coritiba CRB CSA Criciúma Figueirense Fortaleza Goiás Guarani Juventude Londrina Oeste Paysandu Ponte Preta Sampaio Corrêa São Bento-SP Vila Nova Localización de equipos participantes de la Serie B 2018. \| | \| Atlético-GO Avaí Boa Esporte Brasil de Pelotas Coritiba CRB CSA Criciúma Figueirense Fortaleza Goiás Guarani Juventude Londrina Oeste Paysandu Ponte Preta Sampaio Corrêa São Bento-SP Vila Nova Localización de equipos participantes de la Serie B 2018. \| | \| Atlético-GO Avaí Boa Esporte Brasil de Pelotas Coritiba CRB CSA Criciúma Figueirense Fortaleza Goiás Guarani Juventude Londrina Oeste Paysandu Ponte Preta Sampaio Corrêa São Bento-SP Vila Nova Localización de equipos participantes de la Serie B 2018. \| | \| Atlético-GO Avaí Boa Esporte Brasil de Pelotas Coritiba CRB CSA Criciúma Figueirense Fortaleza Goiás Guarani Juventude Londrina Oeste Paysandu Ponte Preta Sampaio Corrêa São Bento-SP Vila Nova Localización de equipos participantes de la Serie B 2018. \| |                                                          |
| Oeste | Paysandu | Ponte Preta | Sampaio Corrêa | São Bento-SP | Vila Nova                                                |
| Arena Barueri | Curuzu | Moisés Lucarelli | Castelão | Walter Ribeiro | Serra Dourada                                            |
| Capacidad: 31 452 | Capacidad: 16 200 | Capacidad: 17 728 | Capacidad: 40 149 | Capacidad: 13 772 | Capacidad: 42 000                                        |
| | | | | |                                                          |
| Atlético-GO Avaí Boa Esporte Brasil de Pelotas Coritiba CRB CSA Criciúma Figueirense Fortaleza Goiás Guarani Juventude Londrina Oeste Paysandu Ponte Preta Sampaio Corrêa São Bento-SP Vila Nova Localización de equipos participantes de la Serie B 2018. | | | | |                                                          |

### Entrenadores
| Listado de entrenadores | Listado de entrenadores            | Listado de entrenadores |
| Equipo                  | Entrenador                         | Jornadas                |
| ----------------------- | ---------------------------------- | ----------------------- |
| Atlético Goianiense     | Claudio Tencati                    | 1.ª a 31.ª              |
| Atlético Goianiense     | Wagner Lopes                       | 32.ª en adelante        |
| Avaí                    | Claudinei Oliveira                 | 1.ª                     |
| Avaí                    | Geninho                            | 2ª en adelante          |
| Boa Esporte             | Sidney Moraes                      | 1.ª a 4.ª               |
| Boa Esporte             | Daniel Paulista                    | 5.ª a 12.ª              |
| Boa Esporte             | Ney da Matta                       | 13.ª a 30.ª             |
| Boa Esporte             | Tuca Guimarães                     | 31.ª en adelante        |
| Brasil de Pelotas       | Clemer                             | 1.ª a 11.ª              |
| Brasil de Pelotas       | Gustavo Papa (interino)            | 12.ª                    |
| Brasil de Pelotas       | Gilmar Dal Pozzo                   | 13.ª a 18.ª             |
| Brasil de Pelotas       | Rogério Zimmermann                 | 19.ª en adelante        |
| Coritiba                | Sandro Forner                      | 1.ª                     |
| Coritiba                | Tcheco (interino)                  | 2ª                      |
| Coritiba                | Eduardo Baptista                   | 3.ª a 20.ª              |
| Coritiba                | Tcheco                             | 21.ª a 27.ª             |
| Coritiba                | Argel Fucks                        | 28.ª en adelante        |
| CRB                     | Júnior Rocha                       | 1.ª a 13.ª              |
| CRB                     | Doriva                             | 14.ª a 27.ª             |
| CRB                     | Roberto Fernandes                  | 28.ª en adelante        |
| Criciúma                | Argel Fucks                        | 1.ª a 5.ª               |
| Criciúma                | Mazola Júnior                      | 6ª en adelante          |
| CSA                     | Marcelo Cabo                       | 1.ª en adelante         |
| Figueirense             | Milton Cruz                        | 1.ª a 26.ª              |
| Figueirense             | Rogério Micale                     | 27.ª en adelante        |
| Fortaleza               | Rogério Ceni                       | 1.ª en adelante         |
| Goiás                   | Hélio dos Anjos                    | 1.ª a 4ª                |
| Goiás                   | Ney Franco                         | 5.ª en adelante         |
| Guarani                 | Umberto Louzer                     | 1.ª a 36.ª              |
| Guarani                 | Marco Antonio Boiadeiro (interino) | 37.ª en adelante        |
| Juventude               | Julinho Camargo                    | 1.ª a 23.ª              |
| Juventude               | Luiz Carlos Winck                  | 24ª en adelante         |
| Londrina                | Marquinhos Santos                  | 1.ª a 13.ª              |
| Londrina                | Sérgio Soares                      | 14.ª a 19.ª             |
| Londrina                | Roberto Fonseca                    | 20.ª en adelante        |
| Oeste                   | Roberto Cavalo                     | 1.ª en adelante         |
| Paysandu                | Dado Cavalcanti                    | 1.ª a 15.ª              |
| Paysandu                | Guilherme Alves                    | 16.ª a 23.ª             |
| Paysandu                | João Brigatti                      | 24.ª en adelante        |
| Ponte Preta             | Doriva                             | 1.ª a 7.ª               |
| Ponte Preta             | João Brigatti (interino)           | 8ª a 24ª                |
| Ponte Preta             | Marcelo Chamusca                   | 25.ª a 29.ª             |
| Ponte Preta             | Gilson Kleina                      | 30.ª en adelante        |
| Sampaio Corrêa          | Francisco Diá                      | 1.ª a 5.ª               |
| Sampaio Corrêa          | Roberto Fonseca                    | 6.ª a 17.ª              |
| Sampaio Corrêa          | Arlindo Maracanã (interino)        | 18.ª                    |
| Sampaio Corrêa          | Paulo Roberto Santos               | 19.ª a 25.ª             |
| Sampaio Corrêa          | Marcinho Guerreiro                 | 26.ª en adelante        |
| São Bento               | Paulo Roberto Santos               | 1.ª a 12.ª              |
| São Bento               | Diego Kami Mura (interino)         | 13.ª                    |
| São Bento               | Marquinhos Santos                  | 14.ª en adelante        |
| Vila Nova               | Hemerson Maria                     | 1.ª en adelante         |

## Tabla de posiciones
| Pos. | Equipo              | Pts. | PJ | PG | PE | PP | GF | GC | Dif. |
| ---- | ------------------- | ---- | -- | -- | -- | -- | -- | -- | ---- |
| 1.º  | Fortaleza (C)       | 71   | 38 | 21 | 8  | 9  | 54 | 33 | 21   |
| 2.º  | CSA                 | 62   | 38 | 17 | 11 | 10 | 51 | 37 | 14   |
| 3.º  | Avaí                | 61   | 38 | 16 | 13 | 9  | 50 | 32 | 18   |
| 4.º  | Goiás               | 60   | 38 | 18 | 6  | 14 | 54 | 50 | 4    |
| 5.º  | Ponte Preta         | 60   | 38 | 16 | 12 | 10 | 42 | 30 | 12   |
| 6.º  | Atlético Goianiense | 59   | 38 | 16 | 11 | 11 | 57 | 51 | 6    |
| 7.º  | Vila Nova           | 57   | 38 | 14 | 15 | 9  | 41 | 36 | 5    |
| 8.º  | Londrina            | 55   | 38 | 15 | 10 | 13 | 45 | 42 | 3    |
| 9.º  | Guarani             | 54   | 38 | 14 | 12 | 12 | 44 | 39 | 5    |
| 10.º | Coritiba            | 52   | 38 | 13 | 13 | 12 | 40 | 44 | −4   |
| 11.º | Brasil de Pelotas   | 50   | 38 | 13 | 11 | 14 | 36 | 35 | 1    |
| 12.º | CRB                 | 48   | 38 | 12 | 12 | 14 | 35 | 39 | −4   |
| 13.º | São Bento           | 47   | 38 | 11 | 14 | 13 | 41 | 41 | 0    |
| 14.º | Criciúma            | 47   | 38 | 11 | 14 | 13 | 45 | 49 | −4   |
| 15.º | Figueirense         | 46   | 38 | 11 | 13 | 14 | 48 | 51 | −3   |
| 16.º | Oeste               | 46   | 38 | 9  | 19 | 10 | 36 | 40 | −4   |
| 17.º | Paysandu (D)        | 43   | 38 | 10 | 13 | 15 | 42 | 53 | −11  |
| 18.º | Sampaio Corrêa (D)  | 38   | 38 | 10 | 8  | 20 | 32 | 47 | −15  |
| 19.º | Juventude (D)       | 35   | 38 | 7  | 14 | 17 | 27 | 48 | −21  |
| 20.º | Boa Esporte (D)     | 30   | 38 | 7  | 9  | 22 | 26 | 49 | −23  |

|  | Campeón. Asciende a la Serie A 2019. (C) |
|  | Asciende a la Serie A 2020.              |
|  | Desciende a la Serie C 2019. (D)         |

## Resultados

### Primera Ronda
| Fortaleza           | 2 - 1 | Guarani     | Arena Castelão          | 13 de abril |
| Oeste               | 2 - 0 | CRB         | Arena Barueri           | 13 de abril |
| Atlético Goianiense | 3 - 2 | Criciúma    | Olímpico Pedro Ludovico | 13 de abril |
| Figueirense         | 2 - 1 | Juventude   | Orlando Scarpelli       | 13 de abril |
| Brasil de Pelotas   | 1 - 1 | São Bento   | Bento Freitas           | 14 de abril |
| Vila Nova           | 1 - 0 | Avaí        | Serra Dourada           | 14 de abril |
| CSA                 | 2 - 1 | Goiás       | Rei Pelé                | 14 de abril |
| Londrina            | 1 - 0 | Boa Esporte | Do Café                 | 14 de abril |
| Sampaio Corrêa      | 2 - 0 | Coritiba    | Castelão (SL)           | 14 de abril |
| Ponte Preta         | 0 - 1 | Paysandu    | Moisés Lucarelli        | 14 de abril |

| Boa Esporte | 0 - 2 | Fortaleza           | Dilzon Melo     | 17 de abril |
| Coritiba    | 1 - 0 | Atlético Goianiense | Couto Pereira   | 17 de abril |
| Juventude   | 1 - 1 | Oeste               | Alfredo Jaconi  | 20 de abril |
| São Bento   | 2 - 1 | CSA                 | Walter Ribeiro  | 20 de abril |
| Paysandu    | 1 - 0 | Londrina            | Curuzu          | 20 de abril |
| Avaí        | 2 - 2 | Brasil de Pelotas   | Ressacada       | 21 de abril |
| Goiás       | 0 - 2 | Figueirense         | Serra Dourada   | 21 de abril |
| CRB         | 0 - 1 | Vila Nova           | Rei Pelé        | 21 de abril |
| Guarani     | 2 - 0 | Sampaio Corrêa      | Brinco de Ouro  | 21 de abril |
| Criciúma    | 0 - 1 | Ponte Preta         | Heriberto Hülse | 21 de abril |

| Atlético Goianiense | 3 - 2 | Guarani           | Olímpico Pedro Ludovico | 24 de abril |
| Fortaleza           | 3 - 1 | CRB               | Arena Castelão          | 24 de abril |
| Figueirense         | 2 - 0 | Boa Esporte       | Orlando Scarpelli       | 27 de abril |
| CSA                 | 5 - 1 | Oeste             | Rei Pelé                | 27 de abril |
| Coritiba            | 2 - 1 | Criciúma          | Couto Pereira           | 27 de abril |
| Juventude           | 1 - 3 | Avaí              | Alfredo Jaconi          | 28 de abril |
| Vila Nova           | 3 - 1 | Sampaio Corrêa    | Serra Dourada           | 28 de abril |
| Paysandu            | 2 - 1 | Brasil de Pelotas | Curuzu                  | 28 de abril |
| Ponte Preta         | 0 - 1 | Londrina          | Moisés Lucarelli        | 28 de abril |
| São Bento           | 1 - 1 | Goiás             | Walter Ribeiro          | 28 de abril |

| Criciúma          | 1 - 3 | CSA                 | Heriberto Hülse | 1 de mayo |
| Boa Esporte       | 1 - 2 | Juventude           | Dilzon Melo     | 1 de mayo |
| Brasil de Pelotas | 1 - 0 | Figueirense         | Bento Freitas   | 1 de mayo |
| Londrina          | 1 - 1 | Fortaleza           | Do Café         | 1 de mayo |
| Sampaio Corrêa    | 1 - 1 | Paysandu            | Castelão (SL)   | 4 de mayo |
| CRB               | 3 - 1 | Atlético Goianiense | Rei Pelé        | 4 de mayo |
| Oeste             | 1 - 1 | Coritiba            | Arena Barueri   | 4 de mayo |
| Goiás             | 1 - 3 | Vila Nova           | Serra Dourada   | 5 de mayo |
| Avaí              | 1 - 1 | São Bento           | Ressacada       | 5 de mayo |
| Guarani           | 2 - 3 | Ponte Preta         | Brinco de Ouro  | 5 de mayo |

| Sampaio Corrêa      | 2 - 3 | CRB               | Castelão (SL)           | 7 de mayo  |
| Guarani             | 1 - 0 | Criciúma          | Brinco de Ouro          | 8 de mayo  |
| Coritiba            | 1 - 0 | Brasil de Pelotas | Couto Pereira           | 8 de mayo  |
| Juventude           | 1 - 1 | Paysandu          | Alfredo Jaconi          | 11 de mayo |
| Atlético Goianiense | 0 - 0 | Londrina          | Olímpico Pedro Ludovico | 11 de mayo |
| São Bento           | 1 - 0 | Oeste             | Walter Ribeiro          | 12 de mayo |
| Figueirense         | 0 - 1 | Avaí              | Orlando Scarpelli       | 12 de mayo |
| CSA                 | 1 - 0 | Boa Esporte       | Rei Pelé                | 12 de mayo |
| Fortaleza           | 3 - 0 | Goiás             | Arena Castelão          | 12 de mayo |
| Vila Nova           | 0 - 0 | Ponte Preta       | Serra Dourada           | 13 de mayo |

| CRB               | 0 - 4 | Avaí                | Rei Pelé          | 15 de mayo |
| Criciúma          | 0 - 0 | Juventude           | Heriberto Hülse   | 15 de mayo |
| Goiás             | 1 - 1 | Guarani             | Serra Dourada     | 18 de mayo |
| Figueirense       | 1 - 3 | Fortaleza           | Orlando Scarpelli | 18 de mayo |
| Ponte Preta       | 1 - 3 | Atlético Goianiense | Nabi Abi Chedid   | 19 de mayo |
| Londrina          | 1 - 2 | CSA                 | Do Café           | 19 de mayo |
| Paysandu          | 1 - 1 | São Bento           | Curuzu            | 19 de mayo |
| Oeste             | 2 - 0 | Vila Nova           | Arena Barueri     | 19 de mayo |
| Boa Esporte       | 1 - 1 | Coritiba            | Dilzon Melo       | 19 de mayo |
| Brasil de Pelotas | 1 - 2 | Sampaio Corrêa      |                   | 19 de mayo |

| CSA                 | 1 - 4 | Figueirense | Rei Pelé                | 22 de mayo |
| Fortaleza           | 2 - 0 | Criciúma    | Arena Castelão          | 22 de mayo |
| Avaí                | 3 - 1 | Paysandu    | Ressacada               | 25 de mayo |
| Atlético Goianiense | 2 - 2 | Oeste       | Olímpico Pedro Ludovico | 25 de mayo |
| Coritiba            | 2 - 0 | Vila Nova   | Couto Pereira           | 25 de mayo |
| Brasil de Pelotas   | 3 - 0 | Londrina    | Bento Freitas           | 26 de mayo |
| Goiás               | 1 - 2 | Boa Esporte | Serra Dourada           | 26 de mayo |
| São Bento           | 2 - 2 | Juventude   | Walter Ribeiro          | 26 de mayo |
| Guarani             | 2 - 0 | CRB         | Brinco de Ouro          | 26 de mayo |
| Sampaio Corrêa      | 1 - 0 | Ponte Preta | Castelão (SL)           | 28 de mayo |

| São Bento           | 1 - 1 | Figueirense       | Walter Ribeiro          | 29 de mayo |
| Londrina            | 3 - 2 | Coritiba          | Do Café                 | 29 de mayo |
| Juventude           | 1 - 0 | Guarani           | Alfredo Jaconi          | 1 de junio |
| Vila Nova           | 0 - 1 | CSA               | Serra Dourada           | 1 de junio |
| Paysandu            | 2 - 0 | Boa Esporte       | Curuzu                  | 1 de junio |
| Avaí                | 0 - 1 | Criciúma          | Ressacada               | 1 de junio |
| Fortaleza           | 1 - 0 | Sampaio Corrêa    | Arena Castelão          | 2 de junio |
| Atlético Goianiense | 1 - 3 | Goiás             | Olímpico Pedro Ludovico | 2 de junio |
| CRB                 | 1 - 1 | Brasil de Pelotas | Rei Pelé                | 2 de junio |
| Ponte Preta         | 1 - 1 | Oeste             | Moisés Lucarelli        | 2 de junio |

| Juventude      | 2 - 2 | Atlético Goianiense | Alfredo Jaconi    | 5 de junio |
| Figueirense    | 1 - 1 | Londrina            | Orlando Scarpelli | 5 de junio |
| Criciúma       | 4 - 1 | Paysandu            | Heriberto Hülse   | 5 de junio |
| Coritiba       | 1 - 0 | CRB                 | Couto Pereira     | 5 de junio |
| Boa Esporte    | 2 - 2 | São Bento           | Dilzon Melo       | 5 de junio |
| CSA            | 1 - 2 | Guarani             | Rei Pelé          | 5 de junio |
| Ponte Preta    | 2 - 1 | Goiás               | Moisés Lucarelli  | 5 de junio |
| Sampaio Corrêa | 1 - 1 | Avaí                | Castelão (SL)     | 5 de junio |
| Oeste          | 0 - 0 | Brasil de Pelotas   | Arena Barueri     | 5 de junio |
| Vila Nova      | 0 - 0 | Fortaleza           | Serra Dourada     | 5 de junio |

| Londrina            | 0 - 1 | Juventude   | Do Café                 | 8 de junio |
| Goiás               | 2 - 1 | Paysandu    | Olímpico Pedro Ludovico | 8 de junio |
| Avaí                | 2 - 0 | Coritiba    | Ressacada               | 8 de junio |
| Criciúma            | 1 - 1 | Boa Esporte | Heriberto Hülse         | 9 de junio |
| São Bento           | 2 - 1 | Fortaleza   | Walter Ribeiro          | 9 de junio |
| CSA                 | 0 - 0 | CRB         | Rei Pelé                | 9 de junio |
| Guarani             | 1 - 1 | Vila Nova   | Brinco de Ouro          | 9 de junio |
| Sampaio Corrêa      | 2 - 0 | Oeste       | Castelão (SL)           | 9 de junio |
| Atlético Goianiense | 3 - 4 | Figueirense | Olímpico Pedro Ludovico | 9 de junio |
| Brasil de Pelotas   | 0 - 2 | Ponte Preta | Bento Freitas           | 9 de junio |

| Juventude   | 1 - 1 | Coritiba            | Alfredo Jaconi    | 11 de junio |
| Londrina    | 1 - 3 | Goiás               | Do Café           | 12 de junio |
| Figueirense | 1 - 0 | Sampaio Corrêa      | Orlando Scarpelli | 12 de junio |
| Guarani     | 0 - 0 | São Bento           | Brinco de Ouro    | 14 de junio |
| Fortaleza   | 2 - 0 | Brasil de Pelotas   | Arena Castelão    | 15 de junio |
| Boa Esporte | 0 - 2 | Avaí                | Dilzon Melo       | 15 de junio |
| CRB         | 2 - 0 | Ponte Preta         | Rei Pelé          | 15 de junio |
| Vila Nova   | 0 - 0 | Atlético Goianiense | Serra Dourada     | 16 de junio |
| Oeste       | 2 - 2 | Criciúma            | Arena Barueri     | 16 de junio |
| Paysandu    | 0 - 0 | CSA                 | Curuzu            | 16 de junio |

| Ponte Preta       | 1 - 1 | CSA                 | Moisés Lucarelli | 19 de junio |
| Avaí              | 3 - 3 | Guarani             | Ressacada        | 19 de junio |
| Brasil de Pelotas | 1 - 0 | Criciúma            | Bento Freitas    | 21 de junio |
| Goiás             | 1 - 1 | Juventude           | Serra Dourada    | 21 de junio |
| Coritiba          | 1 - 1 | Figueirense         | Couto Pereira    | 23 de junio |
| São Bento         | 0 - 1 | Londrina            | Walter Ribeiro   | 23 de junio |
| Fortaleza         | 1 - 2 | Oeste               | Arena Castelão   | 23 de junio |
| Boa Esporte       | 0 - 2 | Vila Nova           | Dilzon Melo      | 23 de junio |
| Sampaio Corrêa    | 2 - 3 | Atlético Goianiense | Castelão (SL)    | 23 de junio |
| CRB               | 1 - 1 | Paysandu            | Rei Pelé         | 23 de junio |

| Juventude           | 0 - 1 | Vila Nova         | Alfredo Jaconi          | 26 de junio |
| Oeste               | 1 - 0 | Avaí              | Arena Barueri           | 26 de junio |
| Goiás               | 2 - 1 | CRB               | Olímpico Pedro Ludovico | 26 de junio |
| CSA                 | 2 - 2 | Coritiba          | Rei Pelé                | 29 de junio |
| Atlético Goianiense | 2 - 1 | Brasil de Pelotas | Olímpico Pedro Ludovico | 29 de junio |
| Guarani             | 1 - 1 | Boa Esporte       | Brinco de Ouro          | 29 de junio |
| Criciúma            | 1 - 0 | São Bento         | Heriberto Hülse         | 30 de junio |
| Figueirense         | 0 - 2 | Ponte Preta       | Orlando Scarpelli       | 30 de junio |
| Paysandu            | 0 - 1 | Fortaleza         | Mangueirão              | 30 de junio |
| Londrina            | 1 - 1 | Sampaio Corrêa    | Do Café                 | 1 de julio  |

| Coritiba            | 2 - 0 | Paysandu    | Couto Pereira           | 4 de julio  |
| Atlético Goianiense | 2 - 0 | Boa Esporte | Olímpico Pedro Ludovico | 4 de julio  |
| CRB                 | 1 - 0 | São Bento   | Rei Pelé                | 4 de julio  |
| Avaí                | 0 - 1 | Goiás       | Ressacada               | 4 de julio  |
| Oeste               | 0 - 1 | Guarani     | Arena Barueri           | 5 de julio  |
| Vila Nova           | 1 - 1 | Londrina    | Serra Dourada           | 5 de julio  |
| Brasil de Pelotas   | 0 - 2 | CSA         | Bento Freitas           | 5 de julio  |
| Criciúma            | 1 - 1 | Figueirense | Heriberto Hülse         | 5 de julio  |
| Ponte Preta         | 2 - 0 | Fortaleza   | Moisés Lucarelli        | 8 de julio  |
| Sampaio Corrêa      | 0 - 0 | Juventude   | Castelão (SL)           | 17 de julio |

| Guarani           | 2 - 1 | Coritiba            | Brinco de Ouro          | 9 de julio  |
| Figueirense       | 1 - 2 | Oeste               | Orlando Scarpelli       | 9 de julio  |
| Londrina          | 1 - 2 | Avaí                | Do Café                 | 12 de julio |
| Paysandu          | 1 - 2 | Vila Nova           | Curuzu                  | 12 de julio |
| Brasil de Pelotas | 1 - 1 | Juventude           | Bento Freitas           | 13 de julio |
| Goiás             | 2 - 1 | Criciúma            | Olímpico Pedro Ludovico | 13 de julio |
| Boa Esporte       | 0 - 1 | CRB                 | Dilzon Melo             | 13 de julio |
| CSA               | 1 - 0 | Sampaio Corrêa      | Rei Pelé                | 13 de julio |
| Fortaleza         | 0 - 1 | Atlético Goianiense | Arena Castelão          | 14 de julio |
| São Bento         | 0 - 2 | Ponte Preta         | Walter Ribeiro          | 14 de julio |

| Avaí           | 0 - 0 | Atlético Goianiense | Ressacada       | 17 de julio |
| Vila Nova      | 0 - 0 | Brasil de Pelotas   | Serra Dourada   | 17 de julio |
| Guarani        | 2 - 3 | Figueirense         | Brinco de Ouro  | 17 de julio |
| Criciúma       | 2 - 1 | Londrina            | Heriberto Hülse | 20 de julio |
| Sampaio Corrêa | 1 - 3 | Goiás               | Castelão (SL)   | 20 de julio |
| CSA            | 0 - 0 | Fortaleza           | Rei Pelé        | 20 de julio |
| Coritiba       | 2 - 2 | São Bento           | Couto Pereira   | 21 de julio |
| Juventude      | 1 - 0 | CRB                 | Alfredo Jaconi  | 21 de julio |
| Boa Esporte    | 2 - 1 | Ponte Preta         | Dilzon Melo     | 21 de julio |
| Oeste          | 2 - 2 | Paysandu            | Arena Barueri   | 21 de julio |

| Atlético Goianiense | 2 - 2 | CSA            | Olímpico Pedro Ludovico | 23 de julio |
| Londrina            | 3 - 0 | Oeste          | Do Café                 | 24 de julio |
| Brasil de Pelotas   | 2 - 0 | Boa Esporte    | Bento Freitas           | 24 de julio |
| Figueirense         | 2 - 1 | Vila Nova      | Orlando Scarpelli       | 24 de julio |
| Goiás               | 0 - 1 | Coritiba       | Olímpico Pedro Ludovico | 24 de julio |
| CRB                 | 0 - 0 | Criciúma       | Rei Pelé                | 24 de julio |
| Paysandu            | 1 - 0 | Guarani        | Curuzu                  | 24 de julio |
| Ponte Preta         | 0 - 1 | Juventude      | Moisés Lucarelli        | 24 de julio |
| Fortaleza           | 1 - 1 | Avaí           | Arena Castelão          | 24 de julio |
| São Bento           | 2 - 1 | Sampaio Corrêa | Walter Ribeiro          | 24 de julio |

| Avaí        | 0 - 0 | CSA                 | Ressacada               | 27 de julio |
| Paysandu    | 2 - 0 | Figueirense         | Curuzu                  | 27 de julio |
| CRB         | 1 - 1 | Londrina            | Rei Pelé                | 28 de julio |
| Guarani     | 2 - 1 | Brasil de Pelotas   | Brinco de Ouro          | 28 de julio |
| São Bento   | 2 - 1 | Atlético Goianiense | Walter Ribeiro          | 28 de julio |
| Juventude   | 0 - 3 | Fortaleza           | Alfredo Jaconi          | 28 de julio |
| Goiás       | 1 - 0 | Oeste               | Olímpico Pedro Ludovico | 28 de julio |
| Coritiba    | 0 - 0 | Ponte Preta         | Couto Pereira           | 28 de julio |
| Criciúma    | 1 - 0 | Vila Nova           | Heriberto Hülse         | 28 de julio |
| Boa Esporte | 3 - 1 | Sampaio Corrêa      | Dilzon Melo             | 28 de julio |

| Figueirense         | 0 - 0 | CRB         | Orlando Scarpelli       | 31 de julio |
| Atlético Goianiense | 1 - 0 | Paysandu    | Olímpico Pedro Ludovico | 31 de julio |
| Londrina            | 1 - 2 | Guarani     | Do Café                 | 3 de agosto |
| Oeste               | 1 - 1 | Boa Esporte | Arena Barueri           | 3 de agosto |
| CSA                 | 1 - 0 | Juventude   | Rei Pelé                | 3 de agosto |
| Brasil de Pelotas   | 1 - 0 | Goiás       | Bento Freitas           | 4 de agosto |
| Fortaleza           | 2 - 1 | Coritiba    | Arena Castelão          | 4 de agosto |
| Vila Nova           | 1 - 0 | São Bento   | Serra Dourada           | 4 de agosto |
| Ponte Preta         | 2 - 2 | Avaí        | Moisés Lucarelli        | 4 de agosto |
| Sampaio Corrêa      | 0 - 1 | Criciúma    | Castelão (SL)           | 4 de agosto |

### Segunda Ronda
| Avaí        | 1 - 0 | Vila Nova           | Ressacada               | 7 de agosto  |
| Paysandu    | 0 - 4 | Ponte Preta         | Curuzu                  | 7 de agosto  |
| Goiás       | 3 - 0 | CSA                 | Olímpico Pedro Ludovico | 10 de agosto |
| Boa Esporte | 1 - 0 | Londrina            | Dilzon Melo             | 10 de agosto |
| Coritiba    | 0 - 0 | Sampaio Corrêa      | Couto Pereira           | 10 de agosto |
| Guarani     | 2 - 3 | Fortaleza           | Brinco de Ouro          | 11 de agosto |
| CRB         | 0 - 1 | Oeste               | Rei Pelé                | 11 de agosto |
| São Bento   | 1 - 1 | Brasil de Pelotas   | Walter Ribeiro          | 11 de agosto |
| Criciúma    | 1 - 1 | Atlético Goianiense | Heriberto Hülse         | 11 de agosto |
| Juventude   | 0 - 0 | Figueirense         | Alfredo Jaconi          | 11 de agosto |

| Brasil de Pelotas   | 1 - 1 | Avaí        | Bento Freitas     | 14 de agosto |
| Ponte Preta         | 3 - 1 | Criciúma    | Moisés Lucarelli  | 14 de agosto |
| Londrina            | 2 - 1 | Paysandu    | Do Café           | 17 de agosto |
| Vila Nova           | 0 - 0 | CRB         | Serra Dourada     | 17 de agosto |
| Figueirense         | 1 - 2 | Goiás       | Orlando Scarpelli | 17 de agosto |
| Fortaleza           | 2 - 1 | Boa Esporte | Arena Castelão    | 18 de agosto |
| Atlético Goianiense | 1 - 0 | Coritiba    | Antônio Accioly   | 18 de agosto |
| Oeste               | 0 - 0 | Juventude   | Arena Barueri     | 18 de agosto |
| Sampaio Corrêa      | 0 - 2 | Guarani     | Castelão (SL)     | 18 de agosto |
| CSA                 | 1 - 0 | São Bento   | Rei Pelé          | 18 de agosto |

| Criciúma          | 2 - 2 | Coritiba            | Heriberto Hülse         | 21 de agosto |
| Londrina          | 1 - 0 | Ponte Preta         | Do Café                 | 21 de agosto |
| Avaí              | 1 - 0 | Juventude           | Ressacada               | 21 de agosto |
| Brasil de Pelotas | 0 - 0 | Paysandu            | Bento Freitas           | 21 de agosto |
| Boa Esporte       | 0 - 2 | Figueirense         | Dilzon Melo             | 21 de agosto |
| CRB               | 2 - 1 | Fortaleza           | Rei Pelé                | 21 de agosto |
| Goiás             | 2 - 1 | São Bento           | Olímpico Pedro Ludovico | 21 de agosto |
| Guarani           | 2 - 0 | Atlético Goianiense | Brinco de Ouro          | 21 de agosto |
| Samapaio Corrêa   | 0 - 0 | Vila Nova           | Castelão (SL)           | 21 de agosto |
| Oeste             | 2 - 1 | CSA                 | Arena Barueri           | 21 de agosto |

| Coritiba            | 0 - 2 | Oeste             | Couto Pereira     | 24 de agosto |
| Figueirense         | 1 - 1 | Brasil de Pelotas | Orlando Scarpelli | 24 de agosto |
| Atlético Goianiense | 1 - 0 | CRB               | Antônio Accioly   | 24 de agosto |
| Ponte Preta         | 0 - 0 | Guarani           | Moisés Lucarelli  | 25 de agosto |
| CSA                 | 3 - 0 | Criciúma          | Rei Pelé          | 25 de agosto |
| Paysandu            | 0 - 1 | Sampaio Corrêa    | Curuzu            | 25 de agosto |
| Vila Nova           | 3 - 0 | Goiás             | Serra Dourada     | 25 de agosto |
| São Bento           | 0 - 1 | Avaí              | Walter Ribeiro    | 25 de agosto |
| Fortaleza           | 2 - 1 | Londrina          | Arena Castelão    | 25 de agosto |
| Juventude           | 0 - 0 | Boa Esporte       | Alfredo Jaconi    | 25 de agosto |

| Brasil de Pelotas | 0 - 1 | Coritiba            | Bento Freitas           | 27 de agosto    |
| Criciúma          | 0 - 0 | Guarani             | Heriberto Hülse         | 28 de agosto    |
| Oeste             | 0 - 1 | São Bento           | Arena Barueri           | 28 de agosto    |
| Londrina          | 4 - 1 | Atlético Goianiense | Do Café                 | 31 de agosto    |
| Paysandu          | 3 - 3 | Juventude           | Curuzu                  | 31 de agosto    |
| CRB               | 2 - 1 | Sampaio Corrêa      | Rei Pelé                | 31 de agosto    |
| Ponte Preta       | 1 - 1 | Vila Nova           | Moisés Lucarelli        | 31 de agosto    |
| Avaí              | 0 - 1 | Figueirense         | Ressacada               | 1 de septiembre |
| Goiás             | 3 - 1 | Fortaleza           | Olímpico Pedro Ludovico | 1 de septiembre |
| Boa Esporte       | 3 - 0 | CSA                 | Dilzon Melo             | 1 de septiembre |

| Vila Nova           | 1 - 1 | Oeste             | Serra Dourada   | 3 de septiembre |
| Guarani             | 0 - 2 | Goiás             | Brinco de Ouro  | 4 de septiembre |
| Avaí                | 1 - 0 | CRB               | Ressacada       | 4 de septiembre |
| Atlético Goianiense | 2 - 0 | Ponte Preta       | Antônio Accioly | 4 de septiembre |
| Coritiba            | 2 - 1 | Boa Esporte       | Couto Pereira   | 4 de septiembre |
| São Bento           | 1 - 0 | Paysandu          | Walter Ribeiro  | 4 de septiembre |
| Juventude           | 0 - 1 | Criciúma          | Alfredo Jaconi  | 4 de septiembre |
| CSA                 | 4 - 1 | Londrina          | Rei Pelé        | 4 de septiembre |
| Sampaio Corrêa      | 1 - 2 | Brasil de Pelotas | Castelão (SL)   | 4 de septiembre |
| Fortaleza           | 2 - 2 | Figueirense       | Arena Castelão  | 4 de septiembre |

| Oeste       | 1 - 2 | Atlético Goianiense | Arena Barueri     | 7 de septiembre |
| Boa Esporte | 1 - 0 | Goiás               | Dilzon Melo       | 7 de septiembre |
| CRB         | 1 - 1 | Guarani             | Rei Pelé          | 7 de septiembre |
| Paysandu    | 2 - 1 | Avaí                | Curuzu            | 7 de septiembre |
| Criciúma    | 2 - 0 | Fortaleza           | Heriberto Hülse   | 8 de septiembre |
| Juventude   | 0 - 2 | São Bento           | Alfredo Jaconi    | 8 de septiembre |
| Londrina    | 1 - 0 | Brasil de Pelotas   | Do Café           | 8 de septiembre |
| Figueirense | 1 - 2 | CSA                 | Orlando Scarpelli | 8 de septiembre |
| Ponte Preta | 0 - 0 | Sampaio Corrêa      | Moisés Lucarelli  | 8 de septiembre |
| Vila Nova   | 2 - 1 | Coritiba            | Serra Dourada     | 8 de septiembre |

| CSA               | 1 - 2 | Vila Nova           | Rei Pelé                | 11 de septiembre |
| Guarani           | 1 - 0 | Juventude           | Brinco de Ouro          | 13 de septiembre |
| Coritiba          | 0 - 1 | Londrina            | Couto Pereira           | 14 de septiembre |
| Figueirense       | 2 - 2 | São Bento           | Orlando Scarpelli       | 14 de septiembre |
| Sampaio Corrêa    | 1 - 0 | Fortaleza           | Castelão (SL)           | 14 de septiembre |
| Brasil de Pelotas | 1 - 0 | CRB                 | Bento Feitas            | 15 de septiembre |
| Criciúma          | 3 - 2 | Avaí                | Heriberto Hülse         | 15 de septiembre |
| Boa Esporte       | 1 - 1 | Paysandu            | Dilzon Melo             | 15 de septiembre |
| Goiás             | 2 - 1 | Atlético Goianiense | Olímpico Pedro Ludovico | 15 de septiembre |
| Oeste             | 0 - 0 | Ponte Preta         | Arena Barueri           | 15 de septiembre |

| Londrina            | 2 - 0 | Figueirense    | Do Café                 | 18 de septiembre |
| Atlético Goianiense | 0 - 1 | Juventude      | Antônio Accioly         | 18 de septiembre |
| Goiás               | 2 - 2 | Ponte Preta    | Olímpico Pedro Ludovico | 21 de septiembre |
| CRB                 | 1 - 1 | Coritiba       | Rei Pelé                | 21 de septiembre |
| São Bento           | 0 - 0 | Boa Esporte    | Walter Ribeiro          | 21 de septiembre |
| Fortaleza           | 2 - 0 | Vila Nova      | Arena Castelão          | 21 de septiembre |
| Paysandu            | 1 - 1 | Criciúma       | Curuzu                  | 22 de septiembre |
| Brasil de Pelotas   | 1 - 3 | Oeste          | Bento Freitas           | 22 de septiembre |
| Guarani             | 1 - 0 | CSA            | Brinco de Ouro          | 22 de septiembre |
| Avaí                | 3 - 1 | Sampaio Corrêa | Ressacada               | 22 de septiembre |

| Fortaleza   | 2 - 1 | São Bento           | Arena Castelão    | 25 de septiembre |
| Ponte Preta | 0 - 1 | Brasil de Pelotas   | Moisés Lucarelli  | 25 de septiembre |
| Juventude   | 0 - 0 | Londrina            | Alfredo Jaconi    | 27 de septiembre |
| Paysandu    | 2 - 3 | Goiás               | Curuzu            | 28 de septiembre |
| Vila Nova   | 1 - 1 | Guarani             | Serra Dourada     | 28 de septiembre |
| CRB         | 0 - 0 | CSA                 | Rei Pelé          | 29 de septiembre |
| Oeste       | 0 - 0 | Sampaio Corrêa      | Arena Barueri     | 29 de septiembre |
| Figueirense | 2 - 2 | Atlético Goianiense | Orlando Scarpelli | 29 de septiembre |
| Coritiba    | 1 - 0 | Avaí                | Couto Pereira     | 29 de septiembre |
| Boa Esporte | 1 - 2 | Criciúma            | Dilzon Melo       | 29 de septiembre |

| Sampaio Corrêa      | 1 - 0 | Figueirense | Arena Castelão          | 2 de octubre |
| Criciúma            | 0 - 0 | Oeste       | Heriberto Hülse         | 2 de octubre |
| Goiás               | 0 - 0 | Londrina    | Olímpico Pedro Ludovico | 2 de octubre |
| CSA                 | 1 - 0 | Paysandu    | Rei Pelé                | 2 de octubre |
| São Bento           | 1 - 0 | Guarani     | Walter Ribeiro          | 5 de octubre |
| Brasil de Pelotas   | 0 - 1 | Fortaleza   | Bento Freitas           | 5 de octubre |
| Avaí                | 2 - 0 | Boa Esporte | Ressacada               | 5 de octubre |
| Coritiba            | 2 - 1 | Juventude   | Couto Pereira           | 5 de octubre |
| Atlético Goianiense | 2 - 2 | Vila Nova   | Antônio Accioly         | 6 de octubre |
| Ponte Preta         | 1 - 0 | CRB         | Moisés Lucarelii        | 6 de octubre |

| Paysandu            | 1 - 1 | CRB               | Curuzu            | 9 de octubre  |
| Criciúma            | 0 - 1 | Brasil de Pelotas | Heriberto Hülse   | 9 de octubre  |
| Juventude           | 3 - 5 | Goiás             | Alfredo Jaconi    | 12 de octubre |
| Atlético Goianiense | 1 - 2 | Sampaio Corrêa    | Antônio Accioly   | 12 de octubre |
| CSA                 | 1 - 2 | Ponte Preta       | Rei Pelé          | 12 de octubre |
| Guarani             | 1 - 2 | Avaí              | Brinco de Ouro    | 13 de octubre |
| Oeste               | 0 - 0 | Fortaleza         | Arena Barueri     | 13 de octubre |
| Vila Nova           | 2 - 0 | Boa Esporte       | Serra Dourada     | 13 de octubre |
| Figueirense         | 2 - 2 | Coritiba          | Orlando Scarpelli | 13 de octubre |
| Londrina            | 2 - 1 | São Bento         | Do Café           | 13 de octubre |

| Coritiba          | 1 - 1 | CSA                 | Couto Pereira    | 16 de octubre |
| Brasil de Pelotas | 1 - 2 | Atlético Goianiense | Bento Freitas    | 16 de octubre |
| CRB               | 2 - 0 | Goiás               | Rei Pelé         | 19 de octubre |
| São Bento         | 0 - 0 | Criciúma            | Walter Ribeiro   | 19 de octubre |
| Ponte Preta       | 2 - 1 | Figueirense         | Moisés Lucarelli | 19 de octubre |
| Vila Nova         | 1 - 0 | Juventude           | Serra Dourada    | 20 de octubre |
| Boa Esporte       | 2 - 1 | Guarani             | Dilzon Melo      | 20 de octubre |
| Avaí              | 1 - 1 | Oeste               | Ressacada        | 20 de octubre |
| Fortaleza         | 1 - 0 | Paysandu            | Arena Castelão   | 20 de octubre |
| Sampaio Corrêa    | 1 - 2 | Londrina            | Castelão (SL)    | 20 de octubre |

| CSA         | 2 - 0 | Vila Nova           | Rei Pelé                | 23 de octubre |
| Londrina    | 3 - 2 | Vila Nova           | Do Café                 | 26 de octubre |
| Fortaleza   | 1 - 1 | Ponte Preta         | Arena Castelão          | 26 de octubre |
| Juventude   | 1 - 0 | Sampaio Corrêa      | Alfredo Jaconi          | 26 de octubre |
| Goiás       | 0 - 3 | Avaí                | Olímpico Pedro Ludovico | 26 de octubre |
| Figueirense | 3 - 2 | Criciúma            | Orlando Scarpelli       | 27 de octubre |
| Guarani     | 1 - 1 | Oeste               | Brinco de Ouro          | 27 de octubre |
| São Bento   | 1 - 0 | CRB                 | Walter Ribeiro          | 27 de octubre |
| Boa Esporte | 0 - 2 | Atlético Goianiense | Dilzon Melo             | 27 de octubre |
| Paysandu    | 1 - 1 | Coritiba            | Curuzu                  | 27 de octubre |

| Criciúma            | 2 - 2 | Goiás             | Heriberto Hülse  | 1 de noviembre |
| Juventude           | 0 - 1 | Brasil de Pelotas | Alfredo Jaconi   | 1 de noviembre |
| Ponte Preta         | 2 - 1 | São Bento         | Moisés Lucarelli | 2 de noviembre |
| Vila Nova           | 0 - 0 | Paysandu          | Serra Dourada    | 2 de noviembre |
| Oeste               | 0 - 0 | Figueirense       | Arena Barueri    | 2 de noviembre |
| Sampaio Corrêa      | 2 - 3 | Figueirense       | Castelão (SL)    | 2 de noviembre |
| Avaí                | 1 - 1 | Londrina          | Ressacada        | 3 de noviembre |
| CRB                 | 2 - 1 | Boa Esporte       | Rei Pelé         | 3 de noviembre |
| Atlético Goianiense | 1 - 2 | Fortaleza         | Antônio Accioly  | 3 de noviembre |
| Coritiba            | 0 - 2 | Guarani           | Couto Pereira    | 3 de noviembre |

| Goiás               | 1 - 0 | Sampaio Corrêa | Olímpico Pedro Ludovico | 5 de noviembre |
| Brasil de Pelotas   | 5 - 0 | Vila Nova      | Bento Freitas           | 6 de noviembre |
| Atlético Goianiense | 2 - 2 | Avaí           | Antônio Accioly         | 6 de noviembre |
| Londrina            | 4 - 2 | Criciúma       | Do Café                 | 6 de noviembre |
| São Bento           | 5 - 2 | Coritiba       | Walter Ribeiro          | 6 de noviembre |
| Ponte Preta         | 1 - 0 | Boa Esporte    | Moisés Lucarelli        | 6 de noviembre |
| Fortaleza           | 1 - 1 | CSA            | Arena Castelão          | 6 de noviembre |
| CRB                 | 2 - 0 | Juventude      | Rei Pelé                | 6 de noviembre |
| Paysandu            | 4 - 3 | Oeste          | Curuzu                  | 6 de noviembre |
| Figueirense         | 0 - 0 | Guarani        | Orlando Scarpelli       | 6 de noviembre |

| Vila Nova      | 3 - 1 | Figueirense         | Serra Dourada   | 9 de noviembre  |
| Juventude      | 0 - 1 | Ponte Preta         | Alfredo Jaconi  | 9 de noviembre  |
| Boa Esporte    | 0 - 1 | Brasil de Pelotas   | Dilzon Melo     | 9 de noviembre  |
| Coritiba       | 1 - 0 | Goiás               | Couto Pereira   | 9 de noviembre  |
| CSA            | 0 - 0 | Atlético Goianiense | Rei Pelé        | 10 de noviembre |
| Criciúma       | 3 - 3 | CRB                 | Heriberto Hülse | 10 de noviembre |
| Oeste          | 0 - 0 | Londrina            | Arena Barueri   | 10 de noviembre |
| Avaí           | 0 - 1 | Fortaleza           | Ressacada       | 10 de noviembre |
| Sampaio Corrêa | 2 - 1 | São Bento           | Castelão (SL)   | 10 de noviembre |
| Guarani        | 0 - 2 | Paysandu            | Brinco de Ouro  | 10 de noviembre |

| Figueirense         | 2 - 3 | Paysandu    | Orlando Scarpelli | 13 de noviembre |
| Ponte Preta         | 2 - 0 | Coritiba    | Moisés Lucarelli  | 13 de noviembre |
| Fortaleza           | 4 - 1 | Juventude   | Arena Castelão    | 15 de noviembre |
| Atlético Goianiense | 1 - 0 | São Bento   | Antônio Accioly   | 16 de noviembre |
| Londrina            | 1 - 2 | CRB         | Do Café           | 16 de noviembre |
| Brasil de Pelotas   | 1 - 1 | Guarani     | Bento Freitas     | 17 de noviembre |
| CSA                 | 0 - 1 | Avaí        | Rei Pelé          | 17 de noviembre |
| Sampaio Corrêa      | 1 - 0 | Boa Esporte | Castelão (SL)     | 17 de noviembre |
| Vila Nova           | 2 - 2 | Criciúma    | Serra Dourada     | 17 de noviembre |
| Oeste               | 1 - 3 | Goiás       | Arena Barueri     | 17 de noviembre |

| Coritiba    | 1 - 0 | Fortaleza           | Couto Pereira           | 23 de noviembre |
| Guarani     | 1 - 0 | Londrina            | Brinco de Ouro          | 24 de noviembre |
| São Bento   | 2 - 2 | Vila Nova           | Walter Ribeiro          | 24 de noviembre |
| Juventude   | 0 - 4 | CSA                 | Alfredo Jaconi          | 24 de noviembre |
| Avaí        | 0 - 0 | Ponte Preta         | Ressacada               | 24 de noviembre |
| Criciúma    | 2 - 0 | Sampaio Corrêa      | Heriberto Hülse         | 24 de noviembre |
| Goiás       | 0 - 1 | Brasil de Pelotas   | Olímpico Pedro Ludovico | 24 de noviembre |
| Boa Esporte | 0 - 0 | Oeste               | Dilzon Melo             | 24 de noviembre |
| CRB         | 2 - 1 | Figueirense         | Rei Pelé                | 24 de noviembre |
| Paysandu    | 2 - 5 | Atlético Goianiense | Curuzu                  | 24 de noviembre |

## Goleadores
- Actualizado al 17 de noviembre 2018.
| Pos. | Jugador             | Club                | Goles |
| ---- | ------------------- | ------------------- | ----- |
| 1    | Dagoberto Pelentier | Londrina            | 17    |
| 2    | Lucão               | Goiás               | 16    |
| 3    | Gustavo Henrique    | Fortaleza           | 14    |
| 4    | Renato              | Avaí                | 12    |
| 5    | André Luis          | Ponte Preta         | 11    |
| 6    | Alan Mineiro        | Vila Nova           | 10    |
| 6    | Élton               | Figueirense         | 10    |
| 6    | Willians Santana    | CRB                 | 10    |
| 9    | Guilherme Parede    | Coritiba            | 9     |
| 9    | Júnior Brandão      | Atlético Goianiense | 9     |
| 9    | Rafael Longuine     | Guarani             | 9     |

Source: CBF